# 49 Virginis
49 Virginis (HD 114038, HR 4955, SAO 157739) è una stella gigante arancione nella costellazione della Vergine.
Dista 307 anni luce dal nostro sistema solare, e splende di una magnitudine apparente (visuale) di 5,15.
L'abbondanza di ferro della stella (Fe/H) è 0,03 (107,2% del Sole). Si muove attraverso la nostra Galassia ad una velocità di 12,4 km/s rispetto al sole. La sua orbita Galattica presenta un perigalacticon di 23500 anni luce e un apogalacticon di 36400 anni luce rispetto al centro della Galassia. Fra 5.400.000 anni raggiungerà la minima distanza dal nostro sistema solare, e presenterà una magnitudine visuale di 4,31 e una distanza di 209 anni luce.

## Occultazioni
Per la sua posizione prossima all'eclittica, è talvolta soggetta ad occultazioni da parte della Luna e, più raramente, dei pianeti, generalmente quelli interni.
L'ultima occultazione lunare si è verificata il 1º marzo 2013.